# قدرة التكيف

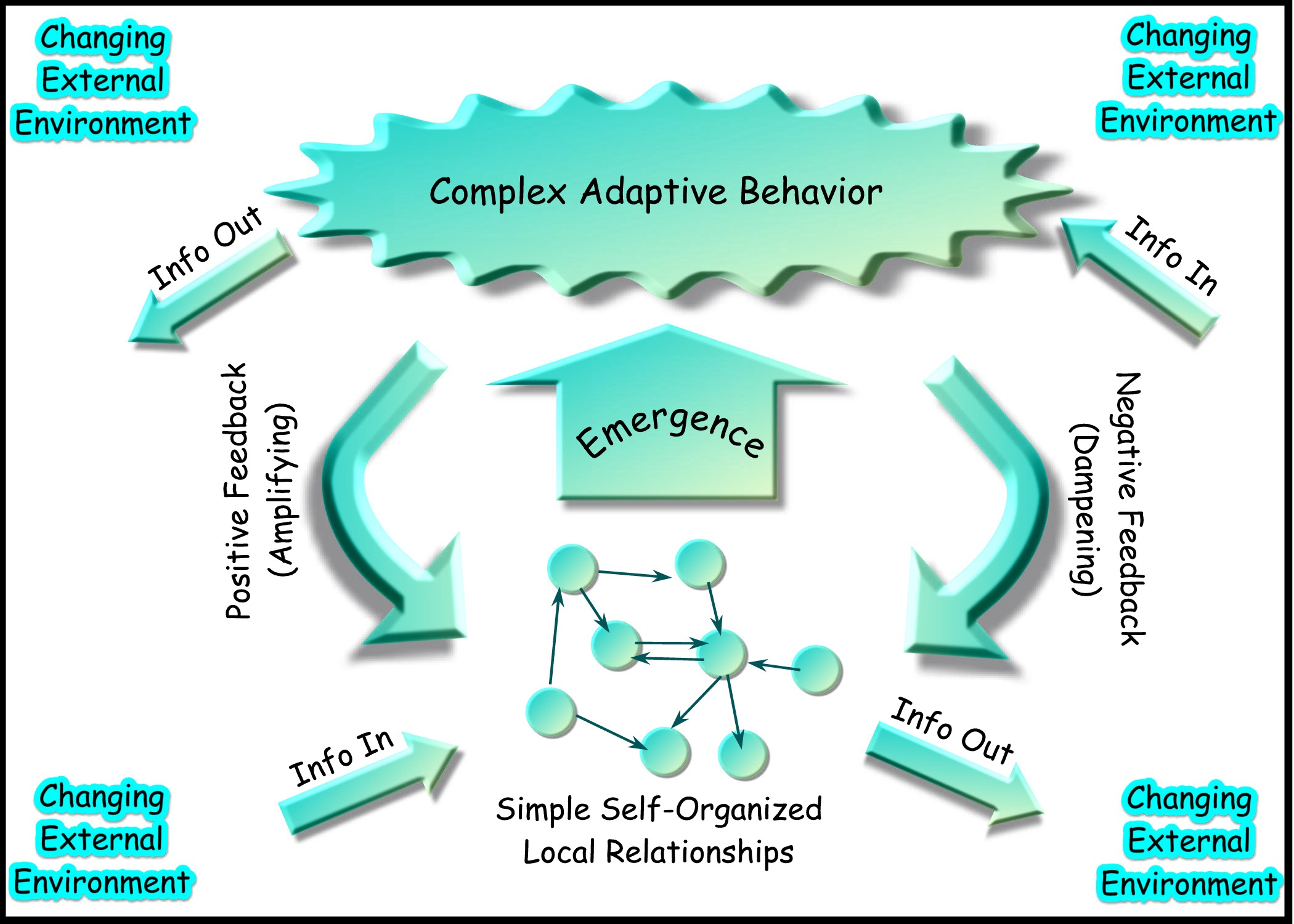
يمارس النظام ذو القدرة التكيفية العالية سلوكًا تكيفيًا معقدًا في بيئة متغيرة.

تتعلق القدرة التكيفية بقدرة النظام والمؤسسات والبشر والكائنات الأخرى على التكيف مع الأضرار المحتملة أو الاستفادة من الفرص أو الاستجابة للعواقب.
في سياق النظم البيئية، يتم تحديد القدرة على التكيف من خلال:
- التنوع الجيني للأنواع.
- التنوع البيولوجي للنظم الإيكولوجية.
- فسيفساء النظام الإيكولوجي غير المتجانس كما هو مطبق على المناظر الطبيعية المحددة أو على المناطق الأحيائية.

في سياق النظم الاجتماعية - الإيكولوجية المزدوجة، ترتبط القدرة التكيفية عادة بالخصائص التالية:
- قدرة المؤسسات والشبكات على التعلم وتخزين المعرفة والخبرة.
- المرونة الإبداعية في صنع القرار وحل المشكلات
- وجود هياكل السلطة التي تستجيب والنظر في احتياجات جميع أصحاب المصلحة.

في سياق تغير المناخ، تعتمد القدرة على التكيف على العلاقة بين العوامل الاجتماعية والسياسية والاقتصادية والتكنولوجية والمؤسسية العاملة على مجموعة متنوعة من المقاييس.

## فوائد القدرة على التكيف
تمنح القدرة التكيفية القدرة على التكيف الاضطرابات، مما يمنح النظم الاجتماعية البيئية والبشرية القدرة على إعادة تكوين نفسها بأقل قدر من فقدان الوظيفة.
- في النظم البيئية، تُظهر هذه المرونة كإنتاجية أولية صافية والحفاظ على الكتلة الحيوية والتنوع البيولوجي، واستقرار الدورات الهيدرولوجية .
- في النظم الاجتماعية البشرية يتجلى ذلك في استقرار العلاقات الاجتماعية، والحفاظ على رأس المال الاجتماعي والازدهار الاقتصادي.[3]

بناء القدرة على التكيف مهم بشكل خاص في سياق تغير المناخ، حيث يشير إلى قدرة كامنة -من حيث الموارد والأصول- التي يمكن من خلالها إجراء التكيفات كما هو مطلوب تبعا للظروف المستقبلية. نظرًا لأن المناخ المستقبلي قد يكون مختلفًا عن المناخ الحالي، فإن تطوير القدرة على التكيف شرط أساسي للتكيف الذي يمكن أن يقلل الآثار السلبية المحتملة للتعرض لتغير المناخ. في تغير المناخ، تعد القدرة على التكيف، إلى جانب الخطر والتعرض وقابلية التأثر، مكونًا رئيسيًا يساهم في حدوث خطر أو احتمال حدوث ضرر أو تأثير.

## توصيف ودعم القدرة على التكيف
يمكن تحسين القدرة على التكيف بعدد من الطرق المختلفة. يقدم تقرير صادر عن معهد التنمية لما وراء البحار إطار القدرة المحلية على التكيف (LAC)، والذي يتميز بخمس خصائص أساسية للقدرة على التكيف. وتشمل هذه:
- قاعدة الأصول: توفر مجموعة متنوعة من الأصول المعيشية الرئيسية التي تسمح للأسر أو المجتمعات بالاستجابة للظروف الناشئة.
- المؤسسات والاستحقاقات: وجود بيئة مؤسسية مناسبة ومتطورة تتيح الوصول إلى الأصول ورؤوس الأموال الرئيسية واستحقاقها
- المعرفة والمعلومات: قدرة الأسر والمجتمعات على توليد وتلقي وتقييم ونشر المعرفة والمعلومات لدعم خيارات التكيف المناسبة.
- الابتكار: يخلق النظام بيئة مواتية لتعزيز الابتكار والتجريب والقدرة على استكشاف الحلول المتخصصة من أجل الاستفادة من الفرص الجديدة.
- عملية صنع القرار والحوكمة المرنة التطلعية: يستطيع النظام توقع التغييرات وإدماجها والاستجابة لها فيما يتعلق بهياكل الإدارة والتخطيط المستقبلي.[6]

يمكن أن تلعب العديد من التدخلات الإنمائية -مثل برامج الحماية الاجتماعية والجهود المبذولة لتعزيز شبكات الأمان الاجتماعي- أدوارًا مهمة في تعزيز جوانب القدرة على التكيف.

## العلاقة بين القدرة التكيفية والولايات والاستراتيجيات
ترتبط القدرة على التكيف باستراتيجيات انتقاء آر/كيه في علم البيئة وبانتقال من ردود الفعل الإيجابية المتفجرة إلى حلقات ردود الفعل السلبية المستدامة في النظم والتكنولوجيات الاجتماعية. يوضح تحالف المرونة، كما يتضح من عمل CS Holling وLH Gunderson، كيف يمثل المنحنى اللوجستي للتغذية المرتدة الإيجابية في المرحلة r ، والاستعاضة عنها باستراتيجية التغذية الراجعة السلبية K ، جزءًا مهمًا من القدرة التكيفية. ترتبط الاستراتيجية r بحالات منخفضة التعقيد، ومرونة عالية، وإمكانات متنامية. ترتبط استراتيجيات K بحالات تتسم بالتعقيد الشديد والإمكانات العالية والمرونة العالية، ولكن إذا تجاوزت الاضطرابات حدودًا معينة، فقد يتم تجاوز السعة التكيفية وانهيار النظام إلى حالة أخرى تدعى «حالة أوميغا» ذات الإمكانات المنخفضة والتعقيد المنخفض والمرونة المنخفضة.